# Samuel Akintioye
Samuel Olatokunbo Akintioye, född 1 maj 1991, är en svensk fotbollsspelare.

## Karriär
Akintioye började spela fotboll i Högaborgs BK som sexåring. Han blev efter säsongen 2014 nominerad till "Bästa back" i Division 2 Västra Götaland.
I februari 2015 värvades han från Högaborg av Syrianska FC. Han lämnade klubben efter att Syrianska blivit nedflyttade från Superettan 2017.
I april 2018 skrev Akintioye på för division 2-klubben Hittarps IK.

## Karriärstatistik
| Klubb              | Säsong             | Liga                       | Liga    | Liga | Svenska cupen | Svenska cupen | Övrigt  | Övrigt | Totalt  | Totalt |
| Klubb              | Säsong             | Division                   | Matcher | Mål  | Matcher       | Mål           | Matcher | Mål    | Matcher | Mål    |
| ------------------ | ------------------ | -------------------------- | ------- | ---- | ------------- | ------------- | ------- | ------ | ------- | ------ |
| Högaborgs BK       | 2010               | Division 2 Södra Götaland  | 21      | 1    | 0             | 0             | —       | —      | 21      | 1      |
| Högaborgs BK       | 2011               | Division 2 Södra Götaland  | 8       | 0    | 0             | 0             | —       | —      | 8       | 0      |
| Högaborgs BK       | 2012               | Division 2 Södra Götaland  | 13      | 1    | 0             | 0             | —       | —      | 13      | 1      |
| Högaborgs BK       | 2013               | Division 2 Västra Götaland | 20      | 0    | 0             | 0             | —       | —      | 20      | 0      |
| Högaborgs BK       | 2014               | Division 2 Västra Götaland | 24      | 2    | 0             | 0             | —       | —      | 24      | 2      |
| Högaborgs BK       | Totalt             | Totalt                     | 86      | 4    | 0             | 0             | —       | —      | 86      | 4      |
| Syrianska FC       | 2015               | Superettan                 | 9       | 0    | 2             | 0             | —       | —      | 11      | 0      |
| Syrianska FC       | 2016               | Superettan                 | 28      | 0    | 3             | 0             | 2       | 1      | 33      | 1      |
| Syrianska FC       | 2017               | Superettan                 | 21      | 0    | 0             | 0             | —       | —      | 21      | 0      |
| Syrianska FC       | Totalt             | Totalt                     | 58      | 0    | 5             | 0             | 2       | 1      | 65      | 1      |
| Hittarps IK        | 2018               | Division 2 Västra Götaland | 19      | 1    | 0             | 0             | —       | —      | 19      | 1      |
| Totalt i karriären | Totalt i karriären | Totalt i karriären         | 163     | 5    | 5             | 0             | 2       | 1      | 170     | 6      |

1. ↑  Nedflyttningskvalmatcher